# Koster
Koster este un oraș din Africa de Sud.